# Crimson Thunder
Crimson Thunder je čtvrté studiové album švédské heavy metalové kapely HammerFall.
Album vyšlo 28. října 2002 u vydavatelství Nuclear Blast. Nahráváno bylo ve Wisseloord Studios v Nizozemsku, v Twilight Studios v Německu a v Mi Sueño na Tenerife, Španělsko. Šlo o první album s producentem Charlie Bauerfeindem. Obal alba vytvořil Samwise Didier.
30. září 2002 vyšel singl „Hearts on Fire“, který byl vydán 4. listopadu 2002 také jako DVD.

## 20 Year Anniversary Edition
28. dubna 2023 vychází výroční 20 Year Anniversary edice, která obsahuje producentem Fredrikem Nordströmem remixované a skladby z původního alba Crimson Thunder, doposud nevydané předprodukční skladby a živě hrané akustické skladby. U příležitosti vydání výroční edice byl také zremixován a remasterován videoklip Hearts on Fire a vydáno nové lyric video ke skladbě Riders of the Storm . 

## Sestava
- Joacim Cans – zpěv
- Oscar Dronjak – kytara
- Stefan Elmgren – kytara
- Magnus Rosén – baskytara
- Anders Johansson – bicí

## Seznam skladeb
1. Riders of the Storm (Dronjak, Cans) – 4:34
2. Hearts on Fire (Dronjak, Cans) – 3:51
3. On the Edge of Honour (Dronjak, Cans) – 4:49
4. Crimson Thunder (Dronjak, Cans) – 5:05
5. Lore of the Arcane (Dronjak) – 1:27
6. Trailblazers (Dronjak, Cans) – 4:39
7. Dream Come True (Dronjak) – 4:02
8. Angel of Mercy (Chastain cover) (David T. Chastain) – 5:38
9. The Unforgiving Blade (Dronjak, Cans) – 3:40
10. In Memoriam (Elmgren) – 4:21
11. Hero´s Return (Dronjak, Cans) – 5:23

#### Evropská a brazilská verze
12. Rising Force (Yngwie Malmsteen cover) – 4:30 (bonus)

#### Americká verze
12. Detroit Rock City (Kiss cover) – 3:56 (bonus)

#### Japonská verze
12. Crazy Nights (Loudness cover) – 3:38 (bonus)
13. Renegade (Live) – 4:53 (bonus)
14. Hammerfall (Live) – 4:30 (bonus)

### 20 Year Anniversary Edition

#### Vinyl -2LP
1. Riders of the Storm
2. Hearts on Fire
3. On the Edge of Honour
4. Crimson Thunder
5. Lore of the Arcane
6. Trailblazers
7. Dreams Come True
8. Angel of Mercy (Chastain cover)
9. The Unforgiving Blade
10. In Memoriam
11. Hero´s Return
12. Crimson Thunder Medley (live)
13. Riders of the Storm (preproduction)
14. On the Edge of Honour (preproduction)
15. Trailblazers (preproduction)
16. Hero´s Return (preproduction)
17. Hearts of Fire (preproduction)

#### 3CD- Digi box set

##### CD1
1. Riders of the Storm
2. Hearts on Fire
3. On the Edge of Honour
4. Crimson Thunder
5. Lore of the Arcane
6. Trailblazers
7. Dreams Come True
8. Angel of Mercy (Chastain cover)
9. The Unforgiving Blade
10. In Memoriam
11. Hero´s Return
12. Riders of the Storm (preproduction)
13. On the Edge of Honour (preproduction)
14. Trailblazers (preproduction)
15. Angel of Mercy (preproduction)
16. The Unforgiving Blade (preproduction)
17. Hero´s Return (preproduction)
18. Hearts of Fire (preproduction)

##### CD2
1. Lore Of The Arcane (Live One Crimson Night)
2. Riders Of The Storm (Live One Crimson Night)
3. Heeding The Call (Live One Crimson Night)
4. Stone Cold (Live One Crimson Night)
5. Hero's return (Live One Crimson Night)
6. Legacy Of Kings (Live One Crimson Night)
7. Bass-Solo (Live One Crimson Night)
8. At The End Of The Rainbow (Live One Crimson Night)
9. The Way Of The Warrior (Live One Crimson Night)
10. The Unforgiving Blade (Live One Crimson Night)
11. Glory To The Brave (Live One Crimson Night)
12. Guitar-Solo (Live One Crimson Night)
13. Let The Hammer Fall (Live One Crimson Night)

##### CD3
1. Renegade (Live One Crimson Night)
2. Steel Meets Steel (Live One Crimson Night)
3. Crimson Thunder (Live One Crimson Night)
4. Templars Of Steel (Live One Crimson Night)
5. Hearts On Fire (Live One Crimson Night)
6. Hammerfall (Live One Crimson Night)
7. The Dragon Lies Bleeding (Bonus Track Live One Crimson Night)
8. Stronger Than All (Bonus Track Live One Crimson Night)
9. A Legend Reborn (Live One Crimson Night)
10. Heeding The Call (acoustic live version)
11. Steel Meets Steel (acoustic live version)
12. Renegade (acoustic live version)
13. Crimson Thunder Medley (Live)